# Det Lille Teater Aabenraa
Det Lille Teater Aabenraa kalder sig et professionelt amatørteater, hvor frivillige udfører alle funktioner fordelt på grupperne børn, unge, voksne samt en blandet gruppe jul/sommer. Nogle manuskripter er hjemmelavede, andre er købte. Teateret ligger ved Folkehjem i Aabenraa og er organiseret som en forening med medlemskab.
Teatret har eksisteret mere end 45 år